# ظل الياسمين (مسلسل)
ظل الياسمين مسلسل تلفزيوني درامي خليجي، للمخرج أحمد المقلة والكاتبة وداد الكواري. يعد من الأعمال التي ترصد الحقب التاريخية، والتي تمزج بين الأصالة والمعاصرة، العمل يشهد خمس مراحل زمنية في الفترة بين 1960 إلى 1990.

## ملخص الأحداث
يعتبر المسلسل قصة حقيقية عندما يحدث حادث لزوج ياسمين وابنها ويموت زوجها اما ابنها فيفقد احدى عينيه وتتبرع ياسمين بعينها لابنها فيكبر ويتبرى منها بسبب التشوه حتى تمرض في المستشفى ومن ثم يتم أخبار ابنها جاسم إلى أين ذهبت عيناها فيتعذر لها وهي ما بين الحياة والموت، تمر ياسمين بمواقف صعبة محزنة تذوق فيها العذاب بسبب جدها وابن عمها طلال.
وتدور أحداث المسلسل حول ياسمين الفتاة اليتيمة التي تعيش مع جدها المتسلط الذي يرفض تزويجها من فتى أحلامها ويجبرها على الزواج من عبد الله، الذي يكبرها وبالفعل تتزوج منه وتتعلق به وتحاول إسعاده، تنجب ولدا يدعى جاسم. ولكن تصادفها مشاكل عديدة مع أخو زوجها الذي يكتشف رسائل حبيبها ويحطم علاقتها بزوجها الذي يسافر ويأخذ ابنها جاسم معه ويتوفى في الطريق. تكتشف ياسمين أن الحياة تتنكر لها دائما، خاصة بعد أن يتخلى عنها ابنها جاسم ويسافر بدوره إلى أوروبا. وينتقل المسلسل من جيل الآباء إلى جيل الأبناء والأحفاد وسط مجموعة من الرسائل الاجتماعية التي تطال مواضيع حساسة كزواج كبار السنّ بالفتيات، وتبعات التسلّط في الرأي والتعنّت وما ينتج عنهما من آثار مدمّرة على العائلة، بالإضافة إلى عقوق الأبناء وتنكّرهم لذويهم.

## الطاقم التمثيلي

لقطة للفنان إبراهيم الصلال

| - إبراهيم الصلال - شهد الياسين - محمد الحجي - فاطمة عبد الرحيم - هدى سلطان - يوسف بوهلول - علي الغرير - محمد ياسين - أحمد مبارك - ابتسام العطاوي - نجوى | - عبد الله ملك - مصطفى رشيد - هلال محمد - راشد سعد - فداء كبرا - حسن احمدي - عصام ناصر - إيمان سبت - فجر الماجد - أسامة الماجد - محمد الصايغ |

## الطاقم الفني
المخرج احمد المقله الكاتبة وداد الكواري
الإنتاج الفني: مركز الباشا للإنتاج الفني -قطر، المونتاج والمكساج والخدمات الإنتاجية بوحدة: المركز الفرنسي للإنتاج الفني بقيادة علي العرادي، المقدمة غناء الفنانة هند.
مدير التصوير عبد الرحمن الملة - مدير الإضاءة بهجت حيدر - مهندس الصوت راشد المقلة - تصوير فوتوغرافي علي فردان- مدير الإنتاج صلاح جناحي - توصيلات الكهرباء علي فردان - مخرج منفد عبد الطيف الصحاف - منفذ الاضاءة قاسم محمد

## مواقع التصوير
أختار الطاقم الفني بالمسلسل عدة مواقع للتصوير في مملكة البحرين ودولة قطر، وفي البحرين تم اختيار الأحياء القديمة والأبنية والبيوت التراثية وبعض الأزقة في مدينة المحرق كـ <<لوكيشنات>> تصوير للمسلسل.